# Colmeias e Memória
Colmeias e Memória (oficialmente: União das Freguesias de Colmeias e Memória) é uma freguesia portuguesa do município de Leiria, com 46,57 km² de área e 3746 habitantes (censo de 2021). A sua densidade populacional é 80,4 hab./km².

## História
Foi constituída em 2013, no âmbito de uma reforma administrativa nacional, pela agregação das antigas freguesias de Colmeias e Memória e tem a sede em Colmeias.

## Demografia
A população registada nos censos foi:
| Distribuição da População por Grupos Etários | Distribuição da População por Grupos Etários | Distribuição da População por Grupos Etários | Distribuição da População por Grupos Etários | Distribuição da População por Grupos Etários | Distribuição da População por Grupos Etários |
| -------------------------------------------- | -------------------------------------------- | -------------------------------------------- | -------------------------------------------- | -------------------------------------------- | -------------------------------------------- |
| Antes da agregação                           |                                              |                                              |                                              |                                              |                                              |
| Ano                                          | 0-14 anos                                    | 15-24 anos                                   | 25-64 anos                                   | >= 65 anos                                   | Total                                        |
| 2001                                         | 680                                          | 595                                          | 2317                                         | 1010                                         | 4602                                         |
| 2011                                         | 499                                          | 460                                          | 2007                                         | 1119                                         | 4085                                         |
| Após a agregação                             |                                              |                                              |                                              |                                              |                                              |
| Ano                                          | 0-14 anos                                    | 15-24 anos                                   | 25-64 anos                                   | >= 65 anos                                   | Total                                        |
| 2021                                         | 373                                          | 367                                          | 1779                                         | 1227                                         | 3746                                         |

## Património
- Igreja Paroquial de São Miguel, na Eira Velha, de meados do século XVIII, com quatro altares – sendo dois laterais com Nossa Senhora de Fátima no da direita e Nossa Senhora do Rosário no da esquerda, e dois colaterais, com a imagem do Sagrado Coração de Jesus no da direita e a de São Miguel Arcanjo no da esquerda. No lugar de Igreja Velha existe outra igreja que foi reconstruida em 1999.
- Capela de Nossa Senhora da Piedade (Colmeias), na Igreja Velha, foi sede da paróquia de São Miguel das Colmeias, entre 1700 e 1760. Os trabalhos de edificação desta Capela iniciaram-se no reinado de D. Afonso Henriques (1128-1185), o que faz dele um dos mais antigos do bispado de Leiria. Adoptou a sua invocação actual depois da transferência da sede paroquial para o lugar de Eira Velha.
- Troncão parque, localizado nos Gracios, é um dos parques mais conhecidos do distrito de Leiria sendo aplaudido pela festa anual dos anos 80.
- Igreja Matriz - Com imagem de N. Sra da Memória e de Santo António;
- Casa do Povo